# Sommerazalee
Die Sommerazalee (Clarkia amoena, Syn.: Godetia amoena), auch Atlasblume, Mandelröschen oder Godetie, ist eine Pflanzenart aus der Gattung Clarkia in der Familie der Nachtkerzengewächse (Onagraceae). Es wurden einige Unterarten beschrieben. Der Gattungsname ehrt den US-amerikanischen Offizier und Kartographen William Clark (1770–1838).

## Merkmale
Die Sommerazalee ist eine einjährige, krautige Pflanze, die Wuchshöhen von 15 bis 100 Zentimeter erreicht. Die Kronblätter sind 1,5 bis 6 Zentimeter lang, nicht oder kaum genagelt, rosa bis lavendelblau oder selten auch weiß gefärbt und haben einen roten Fleck in der Nähe der Mitte. Die Blütenröhre ist 3 bis 10 Millimeter lang.
Die Blütezeit reicht von Juni bis September.

## Vorkommen
Die Sommerazalee kommt im warmgemäßigten westlichen Nordamerika (besonders in Kalifornien) auf Trockenhängen in Küstenwaldsäumen vor.

## Nutzung
Die Sommerazalee wird zerstreut als Zierpflanze für Sommerblumenbeete genutzt. Sie ist seit spätestens 1818 in Kultur. Es gibt zahlreiche Sorten.

## Rezeption
Mehrere Schiffe tragen den Namen Godetia.